# 奧德瓦拉
奧德瓦拉（英語：Odwalla）是一家美国食品公司，销售果汁、冰沙和食品棒，1980年成立于加州圣克鲁斯，1995年以来，总部设在加利福尼亚州半月湾。奧德瓦拉的产品包括果汁、冰沙、豆奶、瓶装水、有机饮料和几种被称为“食品棒”的能量棒。
1985年成立后，公司经历了强劲的增长，销售网络从加利福尼亚扩展到北美大部分地区，并于1993年上市。2001年，奧德瓦拉以1.81亿美元的价格被可口可乐公司收购，成为其全资子公司。
1996年，由于使用受污染的水果，导致大肠杆菌O157:H7型致命爆发，使得公司受到了严重的打击。奧德瓦拉最初出售未经巴氏杀菌的果汁，声称巴氏杀菌的过程改变了果汁的味道。由于奥德瓦拉未能遵守适当的卫生程序，导致至少一名儿童死亡，在大肠杆菌爆发后，奥德瓦拉采取了快速巴氏消毒和其他卫生处理程序。奥德瓦拉召回了它的果汁，并在这一事件之后经历了90%的销售额下降。但是公司逐渐恢复元气，第二年又开始盈利。
2020年7月，可口可乐宣布将在2020年8月前停止使用奧德瓦拉这个品牌。

## 历史

### 起源
奧德瓦拉是由格雷格·斯泰尔滕波尔、格里·珀西和邦妮·巴塞特于1980年在加州圣克鲁斯创立的。奥德瓦拉的生产设施在加州的迪纽巴。三人从一本商业指南中获得了卖果汁的想法，他们在斯泰尔腾波尔后院的一间小屋里用一台二手榨汁机榨汁。他们在大众面包车的后座上把产品卖给当地的餐馆，并打出了诸如“土壤到灵魂，人到地球，滋养整个身体”这样的口号。
他们创业公司的名字“奧德瓦拉”取自一首歌诗“伊利斯特鲁姆”中带领“太阳人民”走出“灰色阴霾”的人物。这首歌诗由罗斯科·米切尔创作，米切尔是芝加哥爵士乐团的艺术团成员，是该乐队创始人最喜欢的歌曲。斯泰尔滕波尔、珀西和巴塞特将此与他们的产品联系起来，他们相信这些产品“可以帮助人类摆脱今天盛行的大量无趣的过度加工食品”。

### 1996年被并购

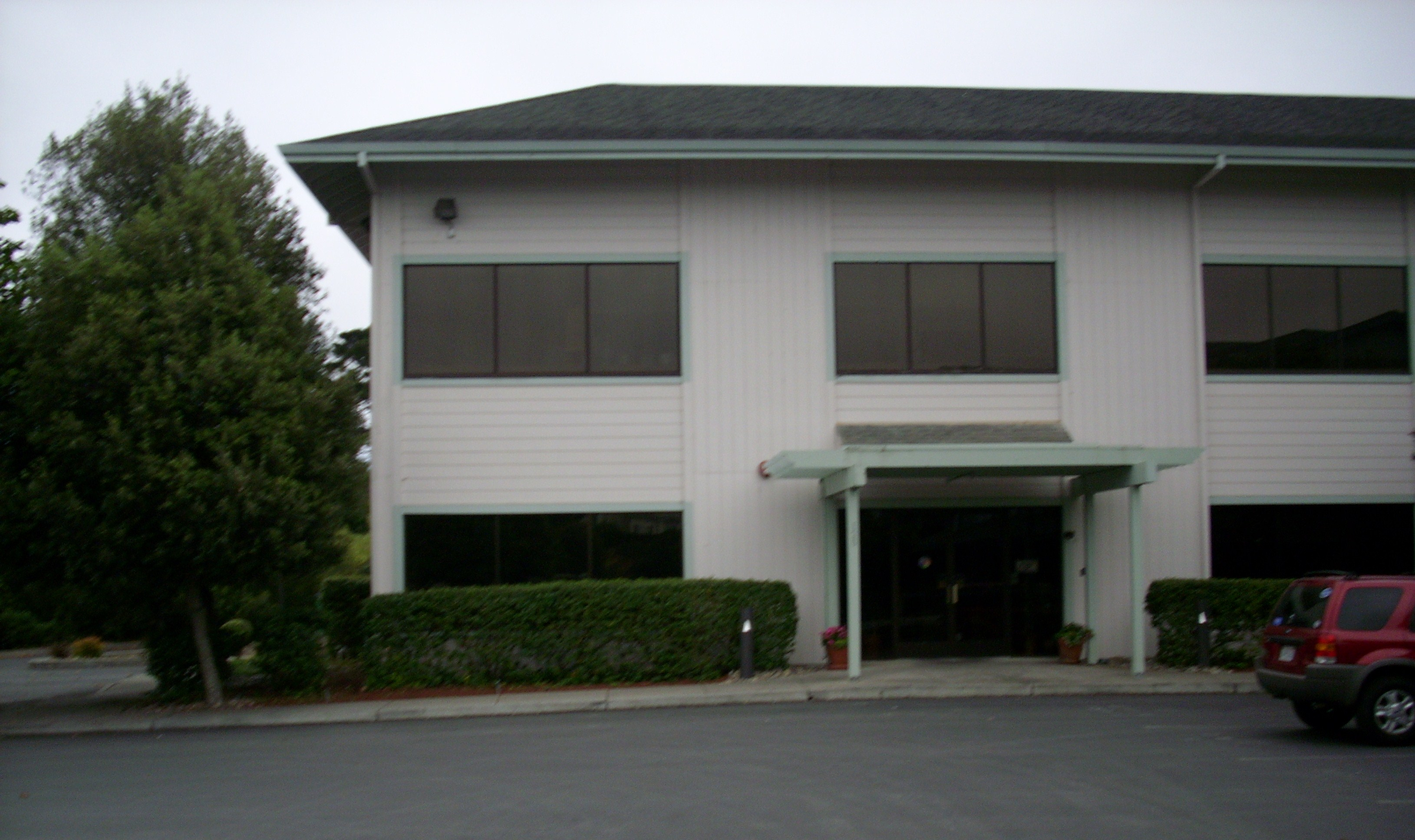
位于加州半月湾的奧德瓦拉公司总部

经过五年的业绩增长，奧德瓦拉于1985年9月正式成立，并于1988年在旧金山扩展销售产品。旧金山风险投资公司H&Q当时是奧德瓦拉的主要投资者之一，向该公司投资了数百万美元。到1992年，该公司在加州达文波特的总部雇佣了80名员工，销售大约20种不同口味的果汁，每品脱售价在1.5美元到2.00美元之间。奧德瓦拉于1993年12月上市（纳斯达克股票代码：ODWA），该公司有35辆送货卡车，近200名员工，每年赚约1300万美元。不久之后，奧德瓦拉收购了太平洋西北地区和科罗拉多州的两家公司，开拓了新的市场。
为了更好地满足生产需求，奥德瓦拉于1994年在加州迪纽巴建立了一个新的生产设施。第二年，公司把总部搬到了加州的半月湾。
这些年的持续增长和外部投资使公司得以扩张和增长：从1994年到1995年，奧德瓦拉的收入增长了两倍，1996年，他们的销售额超过了5900万美元，是有史以来最高的。这种持续的增长使奧德瓦拉在1996年成为美国最大的鲜果汁公司之一，当时该公司的产品销售到七个州和加拿大部分地区的商店。据估计，到1999年，他们的销售额将达到1亿美元。这种增长很大程度上是由于人们认为奥德瓦拉的产品比普通果汁更健康，因为它们没有经过巴氏消毒。

### 逆境、恢复、成长和停止
1996年10月7日，奥德瓦拉用有瑕疵的水果生产了一批苹果汁，导致1人死亡，66名顾客生病。Odwalla为健康果汁市场生产和销售未经高温消毒的果汁。这批货物被大肠杆菌污染了。
尽管1997年大部分时间都处于净亏损状态，奧德瓦拉还是努力恢复其品牌的声誉。除了宣传它的新安全程序，奧德瓦拉还发布了它的食品棒生产线（它的第一个固体食品生产线），并进入了价值9亿美元的水果棒市场。另一个新产品是未来奶昔，一种针对年轻消费者的“液体午餐”。由于这些努力，奧德瓦拉在1997年底再次盈利，第三季度利润为14万美元。
在恢复元气后，该公司努力在地理上扩张，进入费城、华盛顿特区、等市场。到1998年底，该公司的收入已经超过了危机前的水平。在随后的几年里，该公司的业务持续增长，部分原因是2000年以2900万美元收购了总部位于缅因州索科的大型果汁公司萨曼莎。这使得奥德瓦拉得以扩展到额外的东海岸市场，但也产生了高昂的运输成本，因为产品必须从加州运往美国各地。为了解决这个问题，该公司宣布计划在佛罗里达州棕榈滩县建立第二个生产设施。然而，由于难以获得建筑许可证和划拨足够的资金，该项目先是被推迟，最后被取消。奧德瓦拉生产和销售了几年自己的和萨曼莎品牌的产品。然而在2003年，该公司决定停止销售以萨曼莎命名的果汁，只销售奧德瓦拉品牌的果汁。
奧德瓦拉在2001年被可口可乐公司以每股15.25美元的价格收购，这笔交易总额为1.81亿美元，并得到了奧德瓦拉董事会的一致批准。根据合并条款，奥德瓦拉的管理层继续担任公司的主管，该公司被“并入”可口可乐的美汁源分公司。此次收购是数起旨在扩大可口可乐产品线、将非碳酸饮料纳入其中的类似并购之一。奧德瓦拉受益于该公司股票高达124.3%的溢价，以及可口可乐公司提供的稳定性和实力。因为可口可乐的完善的分销网络，奥德瓦拉也能够扩展到新的市场。
收购之后，奧德瓦拉销售量继续增长。这种增长部分来自于新产品的发布，其中包括一系列石榴汁（在2006年圣丹斯电影节上发布），两种口味的能量饮料，三种口味的“大豆智能”饮料，其中含有大豆蛋白、omega-3、脂肪酸和钙。
可口可乐在2006年推广了奧德瓦拉产品，当时该公司的目标是在学校禁用碳酸饮料产品。奥德瓦拉在2007年继续保持良好增长，当时可口可乐公司受到北美市场增长乏力的压迫，在全公司范围内停止了招聘。由于奧德瓦拉的良好业绩，它能够不受此禁令。
2020年7月，可口可乐宣布永久停产所有奧德瓦拉产品，并宣布奧德瓦拉是其“僵尸品牌”之一（占总营收不到2%的品牌）。

## 生产
奧德瓦拉使用其所称的“新来源”农产品（新收获的）来生产其许多产品，以及用于食品棒的有机燕麦和某些热带水果的冷冻果泥形式，从外部采购，与果汁混合。因为奧德瓦拉使用的是新鲜农产品，所以有些果汁是应季的。水果的供应和价格也受到恶劣天气、疾病和自然灾害的影响。一年中，奧德瓦拉果汁的颜色和口味会略有变化，因为使用了不同类型的水果。
在大肠杆菌爆发事件后，奥德瓦拉改善了其几项生产工艺的安全性。在水果进入工厂之前，要进行清洗、分类和消毒。一旦水果到达工厂，苹果、胡萝卜和柑橘类水果就会被分离并再次清洗。水果被压榨得到果汁，然后快速消毒并装瓶。样品要经过质量检测，如果通过，就用冷藏卡车运送到美国的各个配送中心。与其他饮料相比，奥德瓦拉果汁的保质期相对较短，因此必须冷藏。然而，在1996年采用闪蒸巴氏灭菌法和2001年采用新的塑料瓶后，保质期大大延长了。一般来说，奧德瓦拉的产品在杂货店和便利店单独陈列出售，而不是与其他产品混在一起。